# Centre Nacionalista Republicà
Centre Nacionalista Republicà (catalan pour « Centre nationaliste républicain ») était un parti politique catalaniste fondé à Barcelone en 1906 par des dissidents de la Lliga Regionalista. Il représentait le courant libéral du catalanisme politique et comptait parmi ses principales revendications l'autonomie pour la Catalogne au sein de l'Espagne, le suffrage universel et la proclamation d'une République en Espagne. Son slogan était « Nacionalisme, Democracia, República  » (« Nationalisme, Démocratie, République »).
Les principales figures du parti furent Jaume Carner (son premier président), Felip Rodés (secrétaire du parti à sa fondation), Ildefons Sunyol, Joaquim Lluhí, Santiago Gubern et Eduard Calvet.
Son canal d'expression fut la revue El Poble Català, devenue quotidien en 1906. Il participa à la coalition Solidaritat Catalana en 1907. En 1910, alors présidé par Pere Coromines, il fusionna avec d'autres forces catalanes républicaines et de gauche pour former l'Union fédérale nationaliste républicaine.